# کرگ وولکا
کرگ وولکا (انگلیسی: Korg Volca)
مجموعه ای از آلات موسیقی الکترونیک و لوازم جانبی است که توسط سازنده ژاپنی Korg  منتشر شده‌است. دستگاه‌های مختلف در این محدوده به دلیل قیمت ارزان و ابعاد جمع و جور مورد توجه قرار می‌گیرند.
این سری از وولکاها پلی بین سنتز دیجیتال و آنالوگ هستند. سینت سایزرها و ماشین‌های درام، با انواع مختلفی از تولید نویز که در ۱۰ مدل موجود از آوریل ۲۰۲۱ ارائه شده‌است.
این محدوده در ابتدا در سال ۲۰۱۳ با Volca Keys، وولکا بیس و Volca Bass راه اندازی شد که در ابتدا هر کدام ۱۱۹٫۹۹ پوند بود. این مدل‌ها همگی دارای خروجی میدی MIDI بودند، مانند اکثر نسخه‌های بعدی به استثنای Volca Drum.
از اوت ۲۰۲۲ محدوده وولکاها شامل:
- وولکا بیس - سینت سایزر آنالوگ در نظر گرفته شده برای صداهای بم و بیس
- وولکا بیتس - دستگاه ریتم ترکیبی با منبع صدای آنالوگ و دیجیتال
- وولکا درام - سینت سایزر کوبه‌ای/ضربه‌ای دیجیتال
- وولکا اف‌ام - سینت سایزر دیجیتال چندصدایی مبتنی بر سنتز FM با ۶ اپراتور و ۳ صدای چند اوایی و ۳۲ الگوریتم مبتنی بر Yamaha DX7.
- وولکا اف‌ام ۲ - سینت سایزر دیجیتال چند صدایی مبتنی بر سنتز FM با ۶ اپراتور و ۶ صدای چند صدایی
- وولکا کییز سینت سایزر آنالوگ
- وولکا کیک تولید کیک آنالوگ برای کیک درام و کیک باس
- وولکا ماژولارسینت سایزر آنالوگ نیمه مدولار
- وولکا نو بیس سینت سایزر آنالوگ مبتنی بر لامپ خلأ که برای صداهای بم سبک اسید هاوس طراحی شده‌است.
- وولکا سمپل - یک سکوینسر برای تولید سمپل می‌باشد. (جایگزین ارتقا یافته برای نمونه اصلی)
- وولکا میکس - میکسر آنالوگ چهار کاناله با بلندگوی داخلی